# Senegal op de Olympische Zomerspelen 2016
Senegal nam deel aan de Olympische Zomerspelen 2016 in Rio de Janeiro, Brazilië. Tweeëntwintig atleten behoorden tot de selectie, actief in zeven verschillende sporten. Worstelaar Isabelle Sambou droeg de Senegalese vlag tijdens de openingsceremonie; Adama Diatta, eveneens worstelaar, deed dat bij de sluitingsceremonie.

## Deelnemers
(m) = mannen, (v) = vrouwen, (g) = gemengd

### Atletiek
| Olympiër       | Discipline       | Resultaat | Prestatie                             |
| -------------- | ---------------- | --------- | ------------------------------------- |
| Amadou N'Diaye | 400m horden (m)  | 35e       | serie 2: 6de in 49,91                 |
|                |                  |           |                                       |
| Amy Sene       | discuswerpen (v) | 25e       | kwalificatie groep B: 12de met 64,83m |

### Basketbal
| Olympiër | Onderdeel | Resultaat | Prestatie |
| --- | --------- | --------- | --- |
| Oumoul Thiam Aya Traoré Binetou Diémé Fatou Dieng Mame Diodio Diouf Aida Fall Astou Traoré Maimouna Diarra Mame Marie Sy Oumou Toure Ramata Daou Lala Wane | vrouwen   | 11e       | groep B: 6de V van Verenigde Staten: 56-121 V van China: 64-101 V van Canada: 68-78 V van Spanje: 43-97 V van Servië: 88-95 |

| Groep B |                  |             |             |             |            |            |            |        |
| №       | Land             | Wedstrijden | Wedstrijden | Wedstrijden | Doelpunten | Doelpunten | Doelpunten | Punten |
| №       | Land             | G           | W           | V           | V          | T          | Saldo      | Punten |
| 1       | Verenigde Staten | 5           | 5           | 0           | 520        | 316        | +204       | 10     |
| 2       | Spanje           | 5           | 4           | 1           | 387        | 333        | +54        | 9      |
| 3       | Canada           | 5           | 3           | 2           | 340        | 347        | –7         | 8      |
| 4       | Servië           | 5           | 2           | 3           | 385        | 406        | –21        | 7      |
| 5       | China            | 5           | 1           | 4           | 371        | 428        | –57        | 6      |
| 6       | Senegal          | 5           | 0           | 5           | 309        | 482        | –173       | 5      |

| Datum       | Lokale tijd | MEZT  | Plaats         | Land             | Score  | Land    |
| ----------- | ----------- | ----- | -------------- | ---------------- | ------ | ------- |
| 7 augustus  | 12:00       | 17:00 | Rio de Janeiro | Verenigde Staten | 121–56 | Senegal |
| 8 augustus  | 19:45       | 00:45 | Rio de Janeiro | Senegal          | 64–101 | China   |
| 10 augustus | 17:45       | 22:45 | Rio de Janeiro | Senegal          | 58–68  | Canada  |
| 12 augustus | 17:45       | 22:45 | Rio de Janeiro | Spanje           | 97–43  | Senegal |
| 14 augustus | 15:30       | 20:30 | Rio de Janeiro | Senegal          | 88–95  | Servië  |

### Judo
| Olympiër          | Discipline | Resultaat | Prestatie                             |
| ----------------- | ---------- | --------- | ------------------------------------- |
| Hortense Diédhiou | –57kg (v)  | 17e       | 1ste ronde: V van NED Verhagen: ippon |

### Kanovaren
| Olympiër            | Discipline | Resultaat | Prestatie                                                   |
| ------------------- | ---------- | --------- | ----------------------------------------------------------- |
| Jean-Pierre Bourhis | C-1 (m)    | 18e       | voorronde: 18de run 1: 16de in 110,94 run 2: 15de in 109,27 |

### Schermen
| Olympiër          | Discipline | Resultaat | Prestatie                                          |
| ----------------- | ---------- | --------- | -------------------------------------------------- |
| Alexandre Bouzaid | degen (m)  | 17e       | 1ste ronde: vrij 2de ronde: V van HUN Boczkó: 9–15 |

### Taekwondo
| Olympiër    | Discipline | Resultaat | Prestatie                            |
| ----------- | ---------- | --------- | ------------------------------------ |
| Balla Dièye | –68kg (m)  | 11e       | kwalificatie: V van POL Robak: 12–15 |

### Worstelen
| Olympiër        | Discipline  | Resultaat   | Prestatie |
| Vrije stijl     | Vrije stijl | Vrije stijl | Vrije stijl |
| --------------- | ----------- | ----------- | --- |
| Adama Diatta    | –57kg (m)   | 10e         | voorronde: W van MGL Bekhbayar: 3–1 1ste ronde: V van CUB Bonne: 1–3                                                                             |
|                 |             |             | |
| Isabelle Sambou | –53kg (v)   | 8e          | voorronde: vrij 1ste ronde: W van VIE Nguyễn: 5–0 kwartfinale: V van JPN Yoshida: 0–3 herkansingen: vrij herkansingen 2: V van AZE Synyshyn: 0-3 |

### Zwemmen
| Olympiër       | Discipline         | Resultaat | Prestatie              |
| -------------- | ------------------ | --------- | ---------------------- |
| Abdoul Niane   | 50m vrije slag (m) | 48e       | serie 5: 1ste in 23,66 |
|                |                    |           |                        |
| Awa Ly N'diaye | 50m vrije slag (v) | DSQ       | serie 4: DSQ           |